# 林赛陨石坑
林赛陨石坑(Lindsay)是月球正面中部高地区一座较大的撞击坑。其名称取自爱尔兰天文学家埃里克·默文·林赛(Eric Mervyn Lindsay，1907年-1974年)，1979年被国际天文联合会批准接受。

## 描述
该陨坑就位于阿波罗16号登月点西北不规则地形区，西侧毗邻欣德陨石坑、东北坐落着桑德陨石坑和泰勒陨石坑，多伦德陨石坑位于它的东南偏南；南面是安德尔陨石坑、西南为里奇陨石坑。该陨坑的中心月面坐标为7°00′S 13°01′E / 7°S 13.01°E，直径32.3公里，
深度620米。
林赛陨石坑的外侧边缘破损而不规则，南北二侧内壁有裂口，东南边缘上一道裂峪连通了稍大的"多龙德 B"陨坑；坑壁高出周边地形940米，内部容积约有700公里³；坑内底表平坦，除了一些小月坑和西侧一条细窄的沟壑外，几乎没有其它的特征。爱沙尼亚天文学家恩斯特·厄皮克曾指出，该陨坑可能是由一颗直径约1英里(1.6公里)的小行星撞击而成。
该陨坑曾被国际天文联合会指名为"多龙德 B"。

## 飞船登陆
1972年4月27日，阿波罗16号登月舱就降落在林赛陨石坑东南约100公里的地方。该飞船是迄今为止倒数第二艘载人踏上月球的飞船。